# Highbridge (Hampshire)
Highbridge – wieś w Anglii, w hrabstwie Hampshire. Leży 10 km na południowy wschód od miasta Winchester i 102 km na południowy zachód od Londynu.